# Stundung (Bergbau)
Bei der Stundung handelt es sich um eine Genehmigung der Bergbehörde, dass der Betrieb für eine bestimmte Zeit ruhen darf. Dadurch bleibt die Berechtigung zum Bergbau erhalten und fällt nicht ins Freie.

## Geschichte
Der Begriff Stundung ist für den Bergbau in der Literatur nur spärlich belegt. Das liegt vermutlich daran, dass dieser bergrechtliche Begriff im Allgemeinen Berggesetz für die Preußischen Staaten  seit seiner Verkündung am 24. Juni 1865 nicht mehr enthalten ist. Stellvertretend für andere Hinweise seien folgende Beispiele erwähnt:
1. „Stunden, gestundet ist die vorläufige Stilllegung eines Betriebes oder Betriebsteiles (Strecken-, Stollenvortrieb u. a.).“[2]
2. „Die zeitweilige Stilllegung eines Bergwerkes wird Stundung genannt. Sie kann ihre Ursache in Sicherheitsproblemen oder auch in fehlender Entwässerung haben, wenn ein Erbstollen eine Grube noch nicht gelöst hat.“[3]

In alten Berechtsamsakten der Bezirksregierung Arnsberg Abt. Bergbau und Energie finden sich vielfältig praktische Beispiele für Stundungen. In der Mitte des 19. Jahrhunderts kam es breitflächig zu Mutungen von Grubenfeldern, nachdem Prospektoren auf der Suche nach Lagerstätten von Rohstoffen fündig geworden waren. Vielfach konnte der Betrieb nach einiger Zeit aus unterschiedlichen Gründen nicht fortgeführt werden. Auf der anderen Seite betrachtete man das Feld aber als höffig. Jetzt wandte man sich mit einem Antrag auf Fristung an die Bergbehörde, um zu verhindern, dass das Bergwerkseigentum in  das Bergfreie fiel. Nach entsprechender Prüfung genehmigte die Behörde mit einer Stundung, dass der Betrieb für eine gewisse Zeit ruhen dürfe.

## Das Verfahren
Am Beispiel der Grube Albert (Bergisch Gladbach) soll hier der Ablauf eines Stundungsverfahrens entsprechend der Berechtsamsakte Nr. 9506 bei der Bezirksregierung Arnsberg, Abt. Bergbau und Energie beschrieben werden: Die Verleihung auf Eisenstein erfolgte am 22. Mai 1849. Am 9. Januar 1851 beantragte der Bergwerksbetreiber eine Betriebsfristung. Daraufhin erteilte die Bergbehörde eine Stundung, um dadurch die Rechte des Betreibers zum Abbau von Erzen zu fixieren. Dieser Vorgang wiederholte sich von Jahr zu Jahr, bis es ab 1863 zu einer unbefristeten Stundung kam. Das Fristungsgesuch wurde begründet mit „wirtschaftlichen Schwierigkeiten“ der Britanniahütte, mit der man einen Vertrag zur Verhüttung des geförderten Eisenerzes hatte.